# Germanes de la Misericòrdia
Les Germanes de la Misericòrdia, en anglès Religious Sisters of Mercy, és un institut religiós femení de dret ponfifici, concretament una congregació religiosa de germanes de l'Església Catòlica. Va ésser fundada per Catherine McAuley a Dublín el 1831. Les germanes posposen al seu nom les sigles R.S.M.

## Història
La congregació s'originà quan la irlandesa Catherine McAuley va fer servir la fortuna que havia heretat per a construir una Casa de la Misericòrdia a Dublín amb la finalitat que un grup de dones laiques, sense vots religiosos, hi prestessin serveis d'educació, atenció religiosa i socials a nens i dones d'escassos recursos. Oberta en 1824, la fundació va tenir oposició local, ja que la societat d'aleshores tenia la idea preconcebuda que aquest tipus d'activitats havien de ser realitzats per religioses o monges i no per laiques sense cap formació, en teoria. La casa va continuar funcionant, però veient els problemes i que la continuïtat de l'obra estaria més assegurada, MacAuley decidí de formar una nova congregació religiosa que se'n fes càrrec. Amb l'ajut del prevere, després bisbe de Drumore, Michael Blake, va iniciar els tràmits per a fundar-la.
El 8 de setembre de 1830, ella i dues companyes, Anna Maria Doyle i Elizabeth Harley, van entrar al Presentation Convent de George's Hill (Dublín), per fer-hi el noviciat; el 12 de desembre de 1831 van prendre els vots solemnes com a membres de la nova congregació de Germanes de la Misericòrdia, establerta per a l'assistència a domicili dels pobres malalts i la protecció i instrucció de dones pobres. S'establiren llavors a la casa de misericòrdia, a Baggot Street, i Catherine en fou nomenada superiora de l'institut. Les religioses no estave sotmeses a clausura conventual; d'aquí el nom popular de Germanes Caminants (Walking Nuns), pel seu intens treball de servei fora del convent. La casa mare és avui el Centre Internacional de la Misericòrdia.
La congregació començà a estendre's avait per Irlanda i Anglaterra, formant comunitats autònomes que participaven del carisma i les directrius de la de Dublín: Tullamore (1836), Charleville (1836), Carlow (1837), Cork (1837), Limerick (1838), Bermondsey, Londres (1839), Galway (1840), Birr (1840), Birmingham (1841), i altres cases a Dublín: Kingstown (1835) i Booterstown (1838).
Les constitucions de la congregació van ésser aprovades per Gregori XVI el 6 de juny de 1841. Poc després, l'11 de novembre de 1841, Catherine McAuley morí, essent declarada venerable en 1990.

## Activitats i difusió

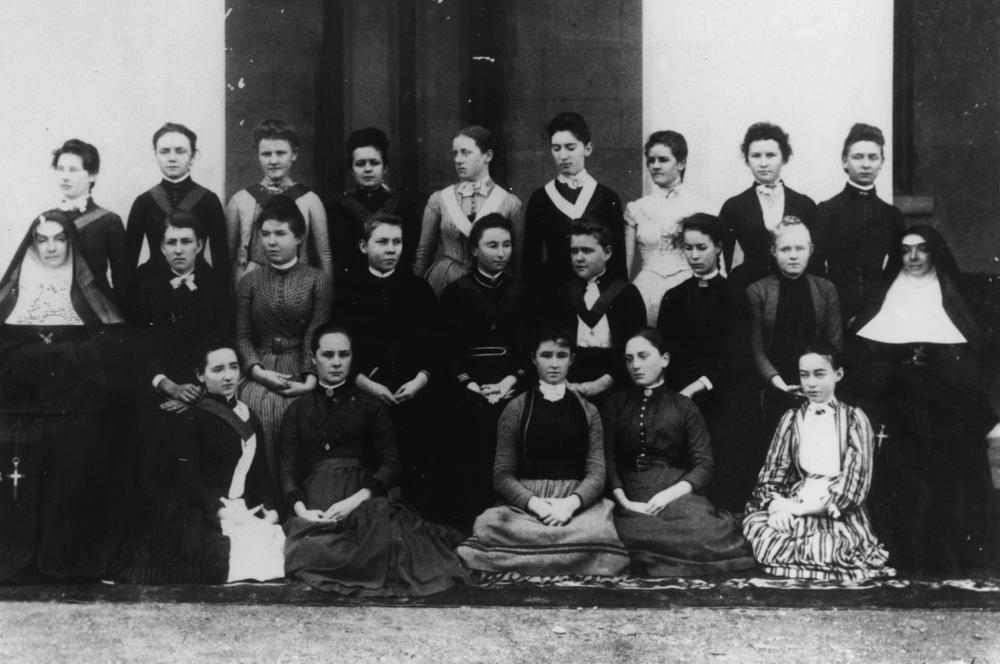
Nens i germanes d'una escola de Germanes de la Misericòrdia de Queensland.

Les germanes fan vot de pobresa, castedat i obediència (comuns a tots els instituts de perfecció catòlics) i, a més, un vot anomenat de servei, segons el qual es comprometen a donar servei als altres. Participen en la vida de la comunitat on hi ha el seu convent, atenent els pobres i necessitats. Moltes germanes es dediquen a l'educació, l'atenció mèdica i a programes comunitaris de treball social. L'organització és també activa en relacions públiques i política, per tal de poder influir en la millora de les condicions de la població.
El 2003 l'institut tenia un nombre aproximat de 10.000 germanes arreu del món, especialment en estats anglòfons o amb alguna relació colonial amb el Regne Unit, organitzades en diferents congregacions autònomes, dependents de les diòcesis on treballen.
Per fer-ne més eficient les activitats i l'organització, les comunitats s'han anant agrupant en federacions o instituts regionals. El 2010 són:
- Germanes de la Misericòrdia de Gran Bretanya, agrupades en tres grups independents. Cinc convents continuen essent independents i formen la Federació de les Germanes de la Misericòrdia, amb 103 germanes. Els altres formen l'Institut de la Mare de Déu de la Misericòrdia (1983, amb 348 germanes en 75 comunitats britàniques, amb missions al Perú, Kenya, Roma i Romania) i les Germanes de la Misericòrdia de la Unió de la Gran Bretanya (una primera unió fou establerta en 1922 a Westminster, a partir de la qual en 1976 es creà l'actual, amb 56 comunitats).
- Institut de les Germanes de la Misericòrdia d'Austràlia fundat en 1981, amb uns 1.560 membres a diversos llocs d'Austràlia, Papua Nova Guinea i Pakistan, amb missions a Cambodja, Sudan, Kenya...
- Religioses Germanes de la Misericòrdia a les Filipines, formada en 1981 i avui amb 45 membres.
- Germanes de la Misericòrdia de les Amèriques, formada en 1991 amb 25 comunitats de tot Amèrica, amb 4.000 membres a cases dels Estats Units, Guam, Jamaica, Argentina, Belize, Xile, Guatemala, Guiana, Honduras, Panamà i Perú, i missions a Àfrica, Bolívia, Canadà, Haití, Micronèsia i Puerto Rico.
- Congregació de les Germanes de la Misericòrdia, formada en 1994 a Irlanda per a reunir les 26 comunitats autònomes de l'illa i a Sud-àfrica, per fer-ne més eficient les activitats. La congregació té avui set províncies, tres regions i dues àrees de missió, amb 2.660 membres a: Gran Bretanya, Irlanda, Canadà, Estats Units, Brasil, Perú, Kenya, Nigèria, Sud-àfrica i Zàmbia.
- Nga Whaea Atawhai o Aotearoa o Germanes de la Misericòrdia de Nova Zelanda, creada en 2005 per quatre comunitats, amb 259 germanes a Nova Zelanda, Tonga i Samoa, i missions a Xile i Irlanda.
- Germanes de la Misericòrdia de Terranova, a Terranova i altres indrets del Canadà, Perú i els Estats Units.

## Associació Internacional de la Misericòrdia
El 1992 els superiors de les diverses congregacions van crear l'Associació Internacional de la Misericòrdia per coordinar cooperació i serveis de les congregacions autònomes.